# Xylophanes infernalis
Xylophanes infernalis är en fjärilsart som beskrevs av Gehlen. 1926. Xylophanes infernalis ingår i släktet Xylophanes och familjen svärmare. Inga underarter finns listade i Catalogue of Life.